# Louis Laufray
Louis Alexandre Laufray est un nageur et joueur de water-polo français né le 1er octobre 1881 à Charenton-le-Pont et mort le 4 février 1970 à Champcueil.

## Carrière
Louis Laufray fait partie de l'équipe de la Libellule de Paris qui remporte la médaille de bronze aux Jeux olympiques d'été de 1900 se tenant à Paris. Il participe aussi lors de ces Jeux au 4 000 m nage libre, mais ne se qualifie pas pour la finale.